# Campeonato de Italia de Fórmula 3
El Campeonato de Italia de Fórmula 3 fue un competición de Fórmula 3 organizada por la Federación de Automovilismo de Italia desde el año 1964 hasta 2012.
Este campeonato ha tenido vencedores que han llegado a ser pilotos de Fórmula 1 como el campeón de 1994 Giancarlo Fisichella que debutó en el equipo Minardi en 1996. Otros campeones han sido pilotos Max Angelelli campeón en 1992 y Riccardo Patrese.

## Circuitos recientes
| - Adria (2004-2009, 2011) - Binetto (1990-2000, 2002-2003) - Casale (1973-1976) - Franciacorta (2011) - Imola (1970-1979, 1981-2006, 2009-2012) - Magione (1974-2004, 2006-2009) | - Misano (1972-1973, 1978-2012) - Monza (1970-2000, 2002-2005, 1981-1995, 2007-2012) - Mugello (1975-1988, 1991-2012) - Pergusa (1979-2004, 2006) - Vallelunga (1972-2012) - Varano (1972, 1975-1991, 1993-2010) | - Cheste (2012) - Hockenheimring (2010) - Hungaroring (2012) - Mónaco (1971, 1973) - Montlhéry (1970) - Österreichring (2001, 2011- 2012) |

## Campeones
| Año  | Piloto               | Escudería                    | Automóvil                         |
| ---- | -------------------- | ---------------------------- | --------------------------------- |
| 1964 | Giacomo "Geki" Russo | Scuderia Madunina            | De Sanctis-Ford                   |
| 1965 | Andrea de Adamich    | Jolly Club                   | Lola-Ford Brabham-Ford            |
| 1966 | Tino Brambilla       | Scuderia Madunina            | Brabham-Ford                      |
| 1967 | No se disputó        | No se disputó                | No se disputó                     |
| 1968 | Franco Bernabei      | Bernabei                     | Tecno-Ford                        |
| 1969 | Gianluigi Picchi     |                              | Tecno-Ford                        |
| 1970 | Giovanni Salvati     | Salvati                      | Tecno-Ford                        |
| 1971 | Giancarlo Naddeo     | Naddeo                       | Tecno-Ford                        |
| 1972 | Vittorio Brambilla   | Team Brambilla               | Birel-Alfa Romeo Brabham-Ford     |
| 1973 | Carlo Giorgio        | Jolly Club Trivellato Racing | Ensign-Ford March-Ford            |
| 1974 | Alberto Colombo      | Scuderia Del Lario           | GRD-Ford March-Toyota             |
| 1975 | Luciano Pavesi       | Ala d'Oro                    | Brabham-Toyota March-Toyota       |
| 1976 | Riccardo Patrese     | Trivellato Racing            | Chevron-Toyota                    |
| 1977 | Elio De Angelis      | Trivellato Racing            | Chevron-Toyota Ralt-Toyota        |
| 1978 | Siegfried Stohr      | Trivellato Racing            | Chevron-Toyota                    |
| 1979 | Piercarlo Ghinzani   | Euroracing                   | March-Alfa Romeo                  |
| 1980 | Guido Pardini        | Ravarotto                    | Dallara-Toyota                    |
| 1981 | Eddy Bianchi         | Del Porto                    | Martini-Toyota Martini-Alfa Romeo |
| 1982 | Enzo Coloni          | Coloni Motorsport            | March-Alfa Romeo Ralt-Alfa Romeo  |
| 1983 | Ivan Capelli         | Coloni Motorsport            | Ralt-Alfa Romeo                   |
| 1984 | Alessandro Santin    | Coloni Motorsport            | Ralt-Alfa Romeo                   |
| 1985 | Franco Forini        | Forti Corse                  | Dallara-VW                        |
| 1986 | Nicola Larini        | Coloni Motorsport            | Dallara-Alfa Romeo                |
| 1987 | Enrico Bertaggia     | Forti Corse                  | Dallara-Alfa Romeo                |
| 1988 | Emanuele Naspetti    | Forti Corse                  | Dallara-Alfa Romeo                |
| 1989 | Gianni Morbidelli    | Forti Corse                  | Dallara-Alfa Romeo                |
| 1990 | Roberto Colciago     | Prema Powerteam              | Reynard-Alfa Romeo                |
| 1991 | Giambattista Busi    | PiEmme                       | Dallara-Volkswagen                |
| 1992 | Max Angelelli        | RC Motorsport                | Dallara-Opel                      |
| 1993 | Christian Pescatori  | Supercars                    | Dallara-Fiat                      |
| 1994 | Giancarlo Fisichella | RC Motorsport                | Dallara-Opel                      |
| 1995 | Luca Rangoni         | EF Project                   | Dallara-Fiat                      |
| 1996 | Andrea Boldrini      | RC Motorsport                | Dallara-Opel                      |
| 1997 | Oliver Martini       | RC Motorsport                | Dallara-Opel                      |
| 1998 | Donny Crevels        | Prema Powerteam              | Dallara-Opel                      |
| 1999 | Peter Sundberg       | Prema Powerteam              | Dallara-Opel                      |
| 2000 | Davide Uboldi        | Uboldi Motorsport            | Dallara-Opel                      |
| 2001 | Lorenzo Del Gallo    | Scuderia Del Gallo           | Dallara-Fiat                      |
| 2002 | Miloš Pavlović       | Target Conrero               | Dallara-Opel                      |
| 2003 | Fausto Ippoliti      | Target Conrero               | Dallara-Opel                      |
| 2004 | Matteo Cressoni      | Ombra Motorsport             | Dallara-Mugen-Honda               |
| 2005 | Luigi Ferrara        | Corbetta                     | Dallara-Mugen-Honda               |
| 2006 | Mauro Massironi      | Passoli                      | Dallara-Opel                      |
| 2007 | Paolo Maria Nocera   | Lucidi Motors                | Dallara-Opel                      |
| 2008 | Mirko Bortolotti     | Lucidi Motors                | Dallara-Opel                      |
| 2009 | Daniel Zampieri      | BVM - Target Racing          | Dallara-Fiat                      |
| 2010 | César Ramos          | Lucidi Motors                | Dallara-Fiat                      |
| 2011 | Sergio Campana       | BVM - Target Racing          | Dallara-Fiat                      |
| 2012 | Riccardo Agostini    | JD Motorsport                | Mygale-Fiat                       |